# Complesso di Elettra

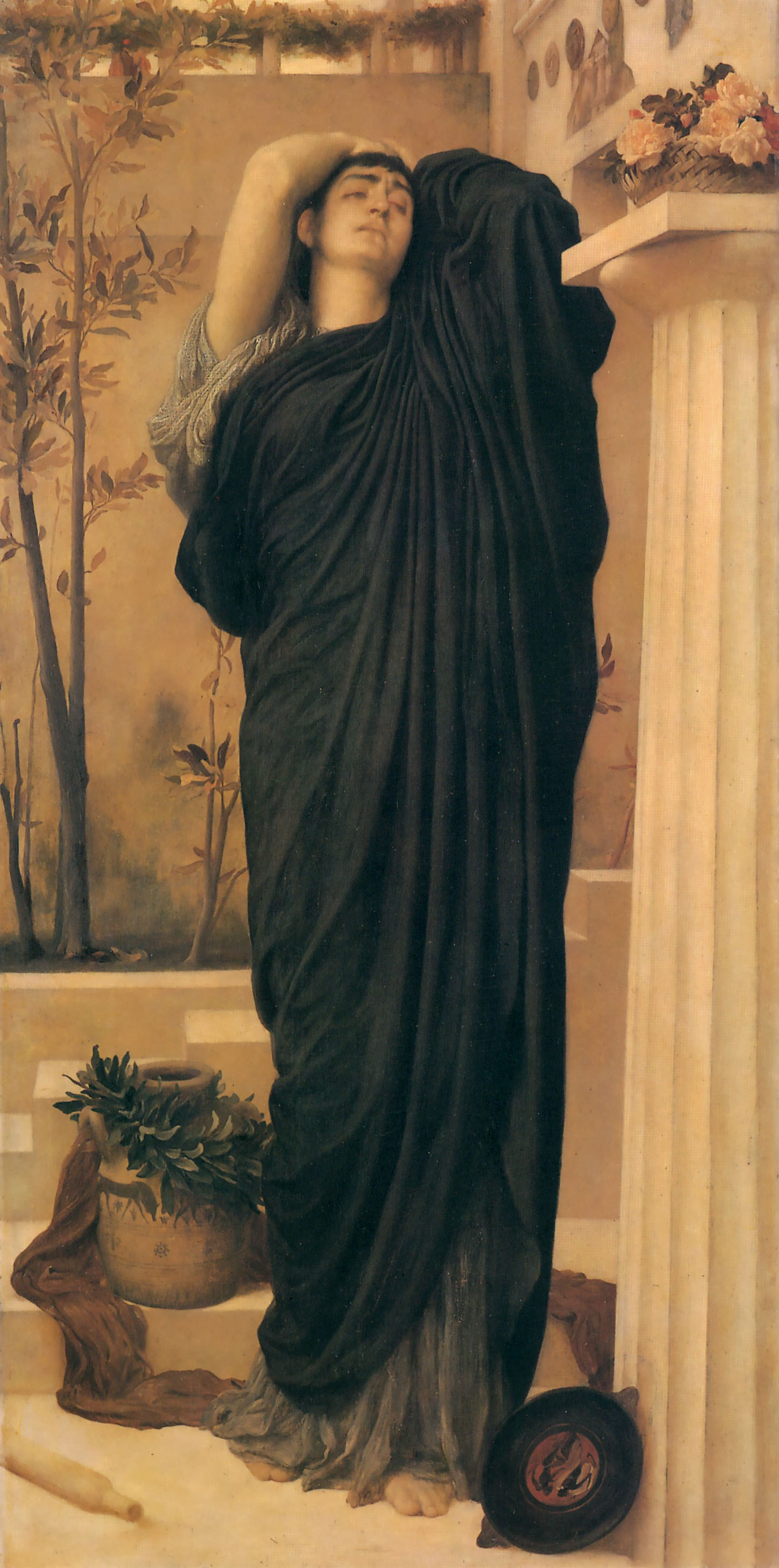
Elettra alla tomba di Agamennone, Frederic Leighton, 1869

In psicoanalisi, il complesso di Elettra è una sorta di analogo femminile del complesso di Edipo. Secondo la definizione di Carl Gustav Jung, tale complesso si definisce come il desiderio della bambina di possedere il padre e della competizione con la propria madre per il possesso del genitore.

## Origine del nome
Il nome viene dal personaggio mitologico di Elettra, figlia di Agamennone e Clitemnestra. Quest'ultima aveva fatto uccidere il suo sposo dal proprio amante Egisto e, quando Elettra scoprì di chi fosse la responsabilità della morte di suo padre, si vendicò facendo uccidere la madre dal proprio fratello Oreste.

## Caratteristiche
Il complesso di Elettra è descritto come fase di passaggio dello sviluppo psicosessuale. Quest'ultimo consiste, a sua volta, di cinque fasi successive: orale, anale, fallica, latente e genitale, a seconda delle varie zone erogene della bambina dalle quali origina la libido. Tale fenomeno si presenta tra i tre e i sei anni di età, durante la fase fallica.
La teoria era stata già proposta da Sigmund Freud nella sua definizione del complesso di Edipo: il bambino, di qualsiasi sesso, intorno ai tre anni si accorge che i genitori intrattengono rapporti sessuali dai quali si sente escluso; ma mentre il bambino entra in competizione con il proprio padre per ottenere l'attenzione di sua madre, la bambina, non avendo il pene, più che entrare in conflitto aperto con il padre, non soffre del complesso di castrazione, cioè la paura di perdere il pene, ma della frustrazione legata al fatto di non averlo. Tra le varie reazioni che la bambina può avere vi è quella di scegliere il padre come obiettivo sessuale; scelta calcolata in quanto mirata ad appropriarsi del pene che le manca e che comunque non esclude la pulsione sessuale naturale verso la propria madre, anche se durante la fase acuta del complesso quest'ultima è vista sia come rivale per il possesso del pene paterno, sia come responsabile per averla creata senza pene.